# Port lotniczy Dusti
Port lotniczy Dusti – port lotniczy położony w miejscowości Dusti, w Tadżykistanie. Obsługuje połączenia krajowe.